# 사브리나 임파차토레

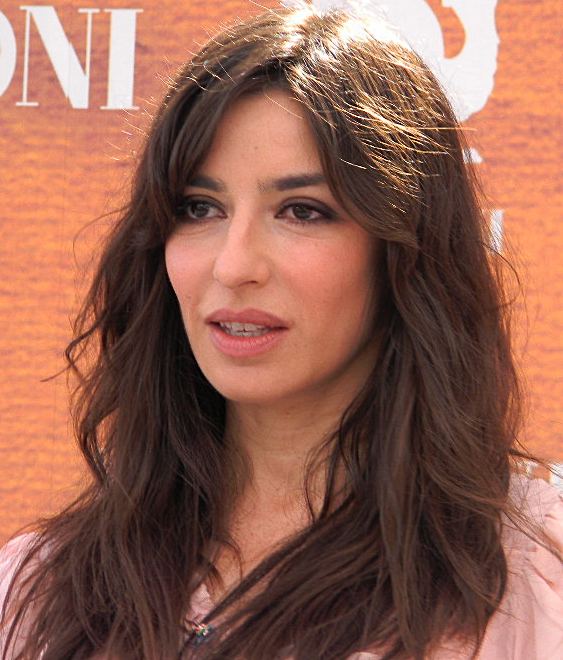

사브리나 임파차토레(이탈리아어: Sabrina Impacciatore, 1968년 3월 29일 ~ )는 이탈리아의 배우이다.
로마에서 태어났다.

## 영화
- 더 밀리어네어 (2016년)
- 달에 가 본적이 있나요 (2015년)
- 폴린느 디텍티브 (2012년)
- 키스 미 어게인 (2010년) - 리비아 역
- 나폴레옹의 연인 (2006년)
- 매뉴얼 오브 러브 (2005년)
- 불공평한 경쟁 (2001, Concorrenza sleale)
- 라스트 키스 (2001년) - 리비아 역